# Intersyndicale
 (avril 2020).
Si vous disposez d'ouvrages ou d'articles de référence ou si vous connaissez des sites web de qualité traitant du thème abordé ici, merci de compléter l'article en donnant les références utiles à sa vérifiabilité et en les liant à la section « Notes et références ».
 (octobre 2023).

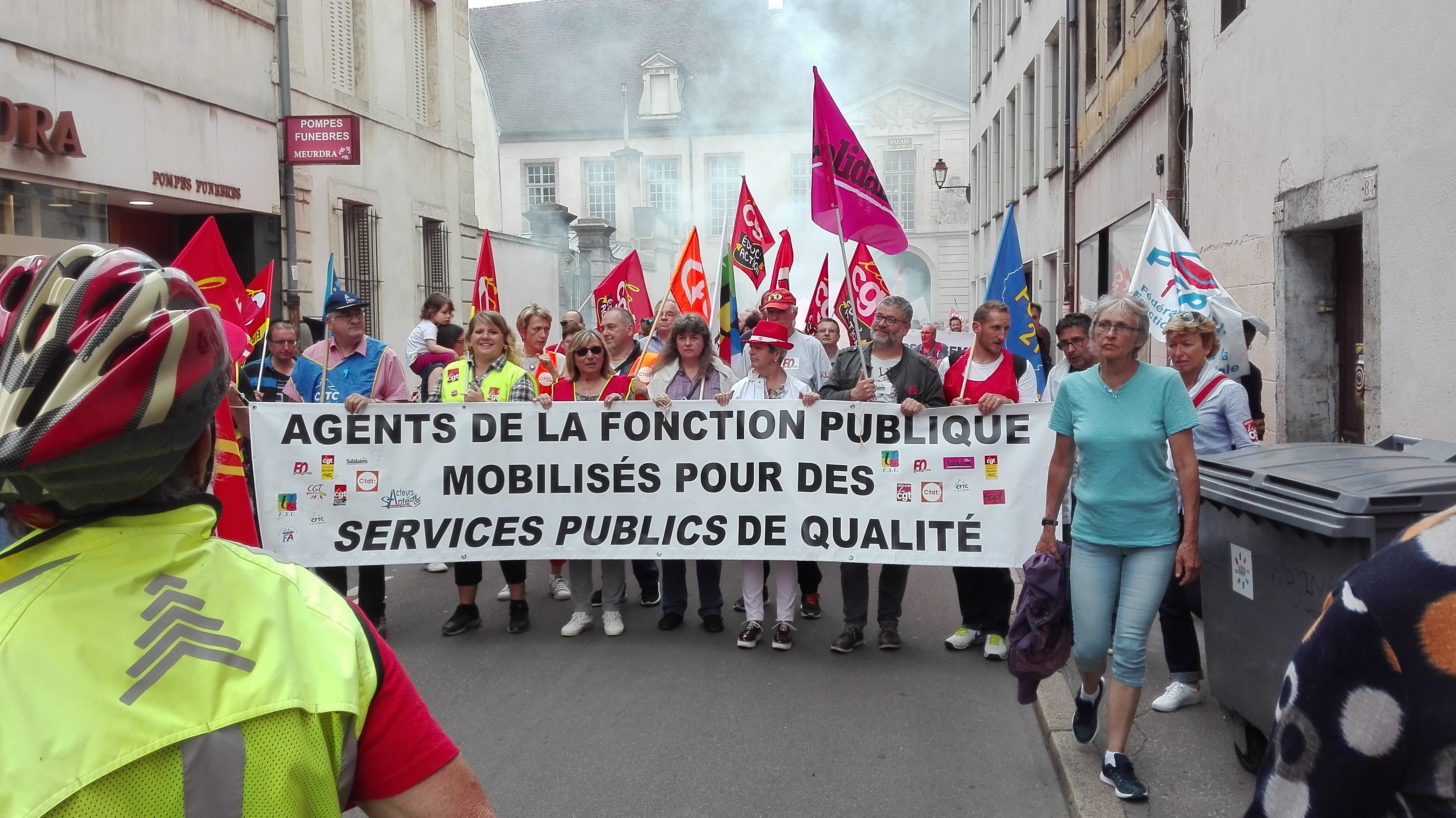
Intersyndicale défilant durant une manifestation pour la défense des services publics, à Dijon (France), le 22 mai 2018.

On appelle intersyndicale la réunion de différents syndicats d'un même secteur d'activité, d'une entreprise, ou les organisations syndicales d'une zone géographique (ville, canton, région, pays, voire au niveau international) dans la perspective de mener des actions communes,. Son activité peut recouvrir l'ensemble des activités publiques des syndicats (déclaration commune, définition de revendications, décision d'action...).

## Droit
Une intersyndicale est une structure informelle, n'ayant pas de statut juridique et ne pouvant disposer des prérogatives d'une organisation syndicale (notamment dépôt de préavis de grève, participation aux négociations et signature des accords). En son sein, chaque organisation garde sa totale souveraineté et n'est liée aux décisions de l'intersyndicale que moralement et dès lors qu'elle y a donné son accord.
Les intersyndicales sont souvent ponctuelles, liées à un problème particulier et sectoriel.
Par exemple lors du conflit de la régie des transports de Marseille en France en 2005, les différents syndicats de l'entreprise se sont groupés en intersyndicale afin de faire front uni contre la délégation de service public que les autorités voulaient mettre en place pour la gestion du tramway.

## Pérennité
Une organisation participant à une intersyndicale peut décider de la quitter. S'il n'est que rarement mis fin « officiellement » à une intersyndicale, la plupart cessent d'exister de fait dès lors qu'elles ne se réunissent plus ou que le problème qui a conduit à leur constitution connaît une résolution.

## Intersyndicales d'entreprises
Parmi les intersyndicales d'entreprises connues, celle d'Areva, leader mondial de l'industrie nucléaire, dont la parole a été portée par Maureen Kearney, élue en 2004 secrétaire du comité de groupe européen d'Areva et dont le personnage a été interprété par Isabelle Huppert, dans le film La Syndicaliste, sorti le 1er mars 2023.

## Intersyndicales nationales
Outre les intersyndicales d'entreprise, ou sectorielle, il existe en France depuis l'automne 2008 une intersyndicale interprofessionnelle rassemblant CGT, CFDT, FO, CFTC, CFE-CGC, UNSA, Solidaires et FSU qui a élaboré une plate-forme revendicative commune et mené des actions nationales d'ampleur. Elle est parfois rejointe par des syndicats étudiants et lycéens.
Le phénomène n'est pas nouveau. Dès 1953, la grande grève du secteur public en France contre les décrets-lois adoptés le 9 août, est suivie par l'ensemble du mouvement syndical, même si les négociations avec le gouvernement démarrent ensuite autour d'un axe CFTC-FO. En 1966, l'accord d'unité d'action entre la CGT et la CFDT peut constituer un cas spécifique d'intersyndicale nationale à l'échelon interprofessionnel ayant connu une certaine pérennité.
Bien que ne rassemblant que deux organisations, cet accord conduisit à une confrontation permanente des analyses et des points de vue des deux organisations et à des décisions d'action commune. Néanmoins, l'absence de toute perspective de rapprochement organique entre les deux centrales oblige à parler d'intersyndicale.
À Genève, en Suisse, le « cartel intersyndical » est une organisation permanente regroupant toutes les organisations syndicales de la fonction publique cantonale et des secteurs subventionnés.